# IC 1986
IC 1986 — галактика типу Sm (змішана спіральна галактика) у сузір'ї Годинник.
Цей об'єкт міститься в оригінальній редакції індексного каталогу.